# Siemion Tutuczenko
Siemion Pawłowicz Tutuczenko, Semen Pawłowycz Tutuczenko (ros. Семён Павлович Тутученко, ukr. Семен Павлович Тутученко, ur. 2 lutego 1913 we wsi Reszety w rejonie koczkowskim w obwodzie nowosybirskim, zm. 4 stycznia 1994 w Kijowie) – radziecki architekt i dowódca partyzancki, Bohater Związku Radzieckiego (1944).

## Życiorys
Urodził się w biednej ukraińskiej rodzinie chłopskiej. Od 1929 pracował w fabryce w Dżyzaku, od 1931 mieszkał w Moskwie, gdzie 1934-1940 studiował w Instytucie Architektury, do stycznia 1941 pracował jako architekt w Moskwie, następnie został powołany do armii. Po ataku Niemiec na ZSRR brał udział w walkach, m.in. pod Smoleńskiem i w obwodzie sumskim, gdzie we wrześniu 1941 został ciężko ranny, po czym pozostał na okupowanych terenach, ukrywany przez miejscowych mieszkańców. Po odzyskaniu sił nawiązał kontakt z partyzantami i w styczniu 1942 wstąpił do oddziału partyzanckiego, był członkiem putywlskiego zgrupowania partyzanckiego dowodzonego przez Sidora Kowpaka i pracownikiem jego sztabu, brał udział w rajdzie na prawobrzeżną Ukrainę i w rajdzie do obwodu kamieniec-podolskiego i żytomierskiego, a 1943-1944 również w rajdach na tereny do Wisły i Sanu. Został szefem sztabu samodzielnego kawaleryjskiego dywizjonu partyzanckiego dywizji partyzanckiej, w czerwcu 1944 podczas jednej z walk został ranny i odesłany na leczenie. Po wojnie pracował jako architekt, był sekretarzem Związku Architektów ZSRR i kierownikiem sektora teorii architektury Kijowskiego Naukowo-Badawczego Instytutu Teorii, Historii i Praktycznych Problemów Architektury. Został kandydatem nauk, napisał ponad 80 prac naukowych, zaprojektował m.in. 17 monumentalnych pomników sławy partyzanckiej, w tym pomnik "Bohaterów Sumszczyzny" w Sumach, pomnik "partyzantów-kołpakowców" w Jaremczach i pomnik Kowpaka w Putywlu, a także dom władz w Kiszyniowie. W lesie pod Putywlem ustawiono jego popiersie.

## Odznaczenia
- Złota Gwiazda Bohatera Związku Radzieckiego (7 sierpnia 1944)
- Order Lenina (7 sierpnia 1944)
- Order Czerwonej Gwiazdy
- Krzyż Złoty Orderu Virtuti Militari (Polska Ludowa)